# Standard Chartered

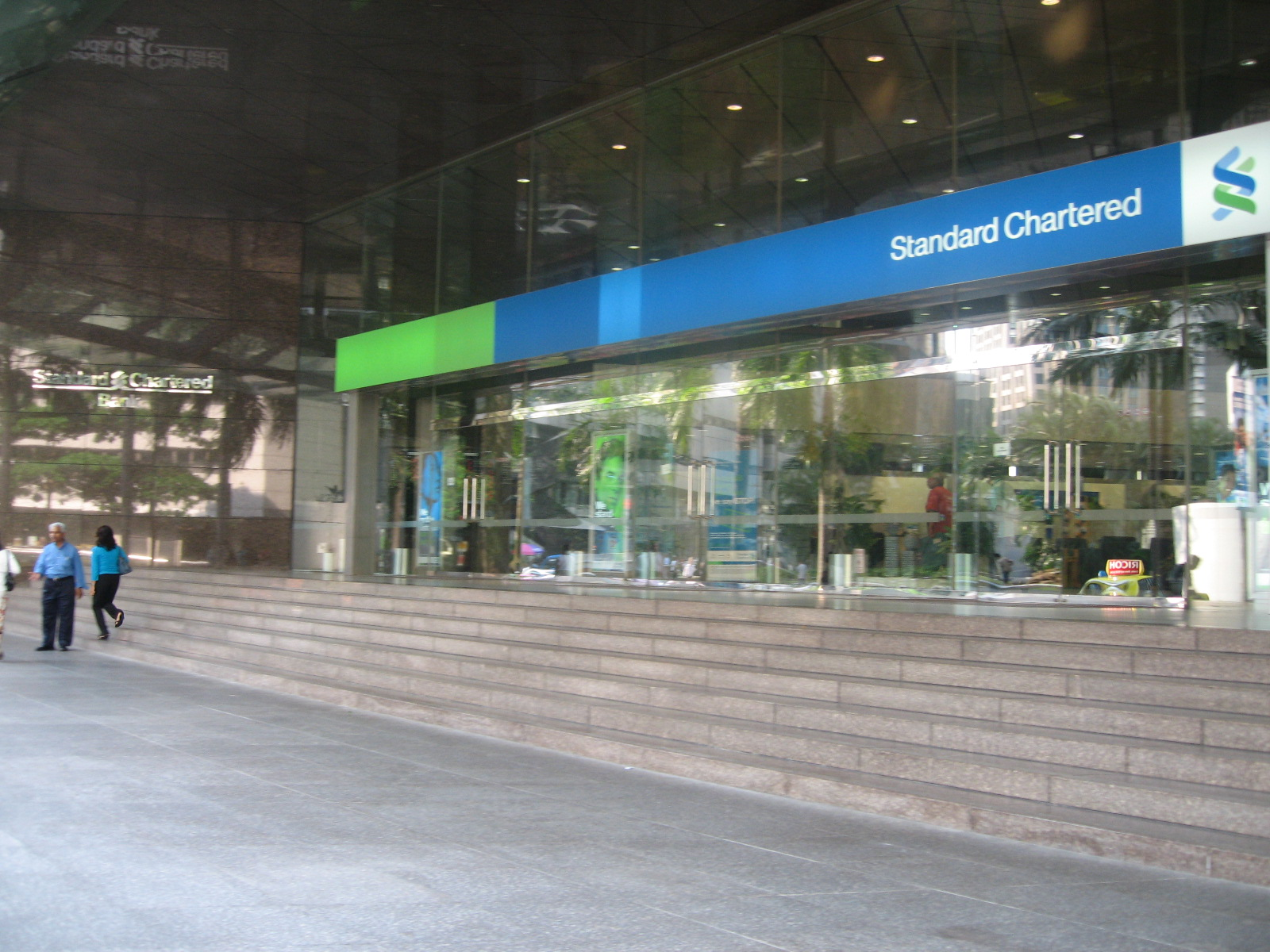
Sucursal de Standard Chartered en Singapur.

Standard Chartered Bank (LSE: STAN, SEHK: 2888, OTCBB: SCBFF ) es un banco británico con sede en Londres, con operaciones en más de setenta países. Opera una red de más de 1.700 sucursales y puntos de venta (incluidas filiales, asociadas y negocios conjuntos) y emplea a 73.000 personas.
A pesar de su base británica, tiene pocos clientes en el Reino Unido y el 90% de sus ganancias provienen de Asia, África y Oriente Medio. Porque la historia del banco está entrelazada con el desarrollo del Imperio británico, sus operaciones se encuentran predominantemente en las antiguas colonias británicas, aunque en las últimas dos décadas se ha expandido a los países que históricamente han tenido poca influencia británica. Su objetivo es proporcionar un puente regulatorio entre estas economías en desarrollo.
En la actualidad se centra en los consumidores, banca corporativa e institucional, y en la prestación de servicios de tesorería en las que el grupo tenía fuerza y experiencia particular.
Standard Chartered cotiza en la Bolsa de Valores de Londres y la Bolsa de Hong Kong y forma parte del índice FTSE 100. Su principal accionista es Temasek Holdings. En 2010 firmó un acuerdo de patrocinio con el equipo de la Premier League Liverpool F.C. para lucir el logo de la empresa en su equipación, dada la tirada del club en Asia es un gran movimiento

## Historia
El Chartered Bank fue fundado por el escocés James Wilson (quien también fundó The Economist), por Real Decreto de la reina Victoria en 1853. 
El nombre de Standard Chartered viene de los dos bancos originales de los que fue fundado y fusionado en 1969 - El Chartered Bank of India, Australia and China, y el Standard Bank (Sudáfrica).
En esos primeros años, los dos bancos prosperaron. Standard Chartered Bank tiene una sucursal importante en Kolkata. Abrió sus primeras sucursales en Bombay, Calcuta y Shanghái en 1858, seguido por Hong Kong y Singapur en 1859. Con la apertura del Canal de Suez en 1869 y la extensión del telégrafo a China en 1871, Chartered estaba en condiciones de ampliar y desarrollar sus negocios.
En Sudáfrica, Standard, tras haber establecido un número considerable de sucursales, fue destacado en la financiación del desarrollo de los yacimientos de diamantes de Kimberley de 1867 y posteriormente amplió su red más al norte a la nueva ciudad de Johannesburgo, cuando se descubrió oro ahí en 1885. La mitad de la producción del segundo yacimiento de oro más grande del mundo paso a través de Standard Bank en su camino a Londres.

## Alianzas y novedades recientes
En 2000, el Standard Chartered adquirido Grindlays Bank de ANZ Bank, aumentando su presencia en banca privada y ampliando sus operaciones en India y Pakistán.
El 15 de abril de 2005, el banco adquirió el Korea First Bank, ganando en  la oferta a HSBC. Desde entonces, el banco ha cambiado la marca de las sucursales como SC First Bank.
El 9 de agosto de 2006 Standard Chartered anunció que había adquirido una participación del 81% en el Union Bank de Pakistán, en un acuerdo con un de valor 511 millones dólares. Este acuerdo representa la primera adquisición por una empresa extranjera de un banco pakistaní, Standard Chartered Bank (Pakistán), es ahora el sexto banco más grande de Pakistán.
El 29 de febrero de 2008, Standard Chartered PLC anunció que ha recibido todas las aprobaciones necesarias para conseguir la finalización de la adquisición de American Express Bank Ltd (AEB) de American Express Company (AXP). El valor considerado de efectivo total de la adquisición es de 823 millones dólares.
Además, es el patrocinador del Liverpool FC en la Premier League desde la temporada 2010/11.